# Russisches Akademisches Jugendtheater

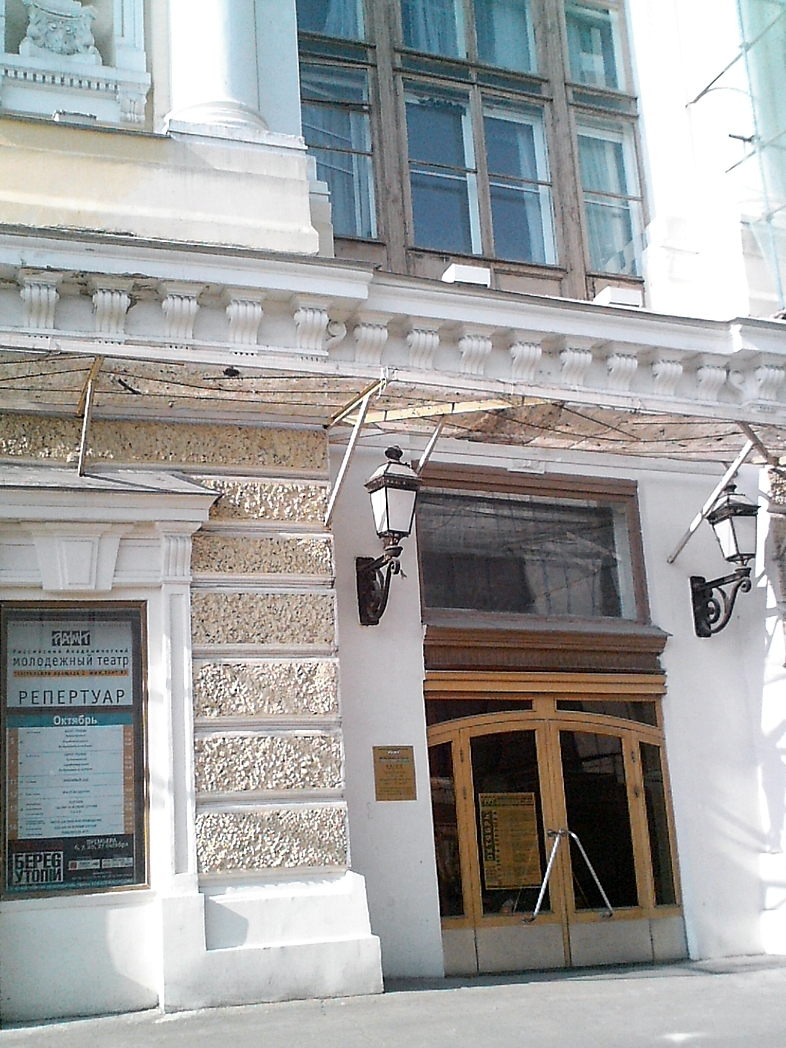
Eingang zum RAMT von dem Theaterplatz

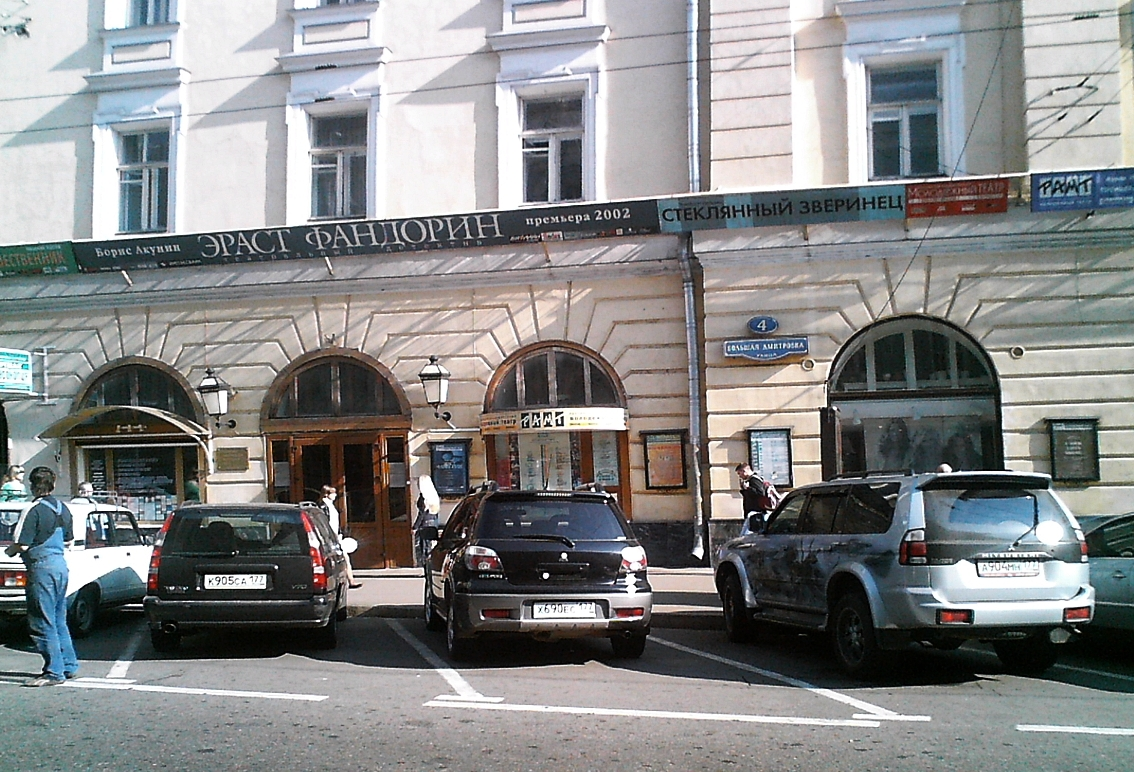
Eingang zum RAMT von der Straße Bolschaja Dmitrowka

Das Russische Akademische Jugendtheater (RAMT) (russisch Российский академический молодёжный театр, РАМТ) ist ein Theater für Kinder und Jugendliche in Moskau.

## Geschichte
Das Theater wurde 1921 von Natalija Iljinitschna Saz als Moskauer Theater für Kinder (Московский театр для детей), im Gebäude des ehemaligen Kinos „Ars“ gegründet. Am 13. Juli 1921 fand die erste Vorstellung statt. Natalia Saz, Volkskünstlerin der UdSSR, mehrfache Trägerin des Staatspreises der UdSSR, war künstlerische Leiterin und Direktorin des Theaters von 1921 bis 1937.
Am 5. März 1936 wurde das Theater in das Zentrale Kindertheater (Центральный Детский Театр) umbenannt, unter diesem Namen war es zu Sowjetzeiten weithin bekannt. Gleichzeitig zog es in das Haus am Theaterplatz neben dem Bolschoi- und dem Maly-Theater, wo es auch heute untergebracht ist. Dieses Gebäude ist ein architektonisches Denkmal und wurde im Jahre 1821 nach Entwurf von Fjodor Schestakow (Фёдор Михайлович Шестаков) unter Beteiligung von Joseph Bové errichtet. Dieses Haus wurde seinerzeit von Anna Petrowna Kern, einer bekannten Muse von Alexander Puschkin besucht. 1840 versammelte sich der Künstlerkreis unter Leitung von Alexander Ostrowski, 1898 wurde hier das Kaiserliche Neue Theater eröffnet. Am Anfang des 20. Jahrhunderts traten auf seiner Bühne, in der privaten Oper von Sergei Simin (Сергей Иванович Зимин), die Sänger Fjodor Schaljapin und Leonid Sobinow auf. In den Jahren 1924 bis 1936 war hier das II. Moskauer Künstlertheater mit Michael Tschechow an der Spitze untergebracht.
In den Jahren 1948–1949 arbeitete hier der Regisseur Georgi Towstonogow (Георгий Александрович Товстоногов), hier begann die Karriere des Schauspielers Oleg Jefremow (Олег Николаевич Ефремов) und des Bühnendichters Wiktor Rosow.
In den 1950er Jahren wurde das Zentrale Kindertheater von Marija Ossipowna Knebel (Мария Осиповна Кнебель) geleitet, einer Nachfolgerin von Konstantin Stanislawski, die viele begabte Schauspieler und Regisseure heranbildete. Unter ihr wirkte hier der Regisseur Anatoli Efros (Анатолий Васильевич Эфрос), der das Talent der angehenden Dramatiker Wiktor Rosow und Alexander Chmelik (Александр Григорьевич Хмелик) entdeckte.
1984 inszenierte das Theater das Stück von Nowella Matwejewa (Новелла Николаевна Матвеева) „Egls Prophezeiung“ («Предсказание Эгля») nach Alexander Grin, das 33 Lieder von N. Matwejewa enthielt.
1992 wurde das Theater in Russisches Jugendtheater umbenannt. Es experimentiert mit neuen Formen und zollt auch der Tradition den Tribut. Seit 1980 ist sein künstlerischer Leiter der Volkskünstler Russlands, Träger des Staatspreises von Russland und des Preises von Moskau Alexei Wladimirowitsch Borodin (Алексей Владимирович Бородин).

## Regisseure
- Sergei Aldonin (Сергей Алдонин)
- Alexei Blochin (Алексей Блохин)
- Wladimir Bogatyrjow (Владимир Богатырёв)
- Alexei Borodin (Алексей Бородин)
- Alexander Chuchlin (Александр Хухлин)
- Jelena Dolgina (Елена Долгина)
- Alexander Doronin (Александр Доронин)
- Rustem Fessak (Рустем Фесак)
- Marfa Gorwiz (Nasarowa) (Марта Горвиц (Назарова))
- Boris Granatow (Борис Гранатов)
- Anton Jakowlew (Антон Яковлев)
- Juri Jerjomin (Юрий Ерёмин)
- Mindaugas Karbauskis
- Waleri Kisseljow (Валерий Киселёв)
- Jana Lissowskaja (Яна Лисовская)
- Alexander Nasarow (Александр Назаров)
- Régis Obadia
- Alexander Ograjow (Александр Огарёв)
- Jegor Peregudow (Егор Перегудов)
- Jekaterina Polowzewa (Екатерина Половцева)
- Alexander Ponomarjow (Александр Пономарёв)
- Andrei Ryklin (Андрей Рыклин)
- Pawel Safonow (Павел Сафонов)
- Weniamin Smechow (Вениамин Смехов)
- Sigrid Strøm Reibo
- Alexander Ustjugow (Александр Устюгов)
- Andrei Wassiljew (Андрей Васильев)
- Alexei Wessjolkin (Алексей Весёлкин)
- Krzysztof Zanussi

## Schauspieler
- Olga Aschascha (Ольга Ажажа)
- Nina Akimowa (Нина Акимова)
- Nina Antonowa (Нина Антонова)
- Anna Antossik (Анна Антосик)
- Andrej Baschin (Андрей Бажин)
- Denis Balandin (Денис Баландин)
- Schanna Balaschowa (Жанна Балашова)
- Julien Balmussow (Юльен Балмусов)
- Ilja Barabanow (Илья Барабанов)
- Jewgenija Beloborodowa (Евгения Белобородова)
- Alexei Blochin (Алексей Блохин)
- Alexei Bobrow (Алексей Бобров)
- Dmitri Burukin (Дмитрий Бурукин)
- Schamil Chamatow (Шамиль Хаматов)
- Swetlana Charlap (Светлана Харлап)
- Alexander Chotschenkow (Александр Хотченков)
- Pawel Chruljow (Павел Хрулёв)
- Nina Dworschezkaja (Нина Дворжецкая)
- Alexander Dewjatjarow (Александр Девятьяров)
- Alexander Doronin (Александр Доронин)
- Jelena Galibina (Елена Галибина)
- Larissa Grebenschtschikowa (Лариса Гребенщикова)
- Juri Grigorjew (Юрий Григорьев)
- Wjatscheslaw Grischetschkin (Вячеслав Гришечкин)
- Alexander Grischin (Александр Гришин)
- Olga Grischowa (Ольга Гришова)
- Ilja Issajew (Илья Исаев)
- Ramilja Iskander (Рамиля Искандер)
- Alexei Janin (Алексей Янин)
- Taras Jepifanzew (Тарас Епифанцев)
- Nadeschda Karpuschina (Надежда Карпушина)
- Waleri Kislenko (Валерий Кисленко)
- Anna Kowaljowa (Анна Ковалева)
- Alexander Komissarow (Александр Комиссаров)
- Pjotr Krassilow (Пётр Красилов)
- Dmitri Kriwoschtschapow (Дмитрий Кривощапов)
- Tatjana Kusnezowa (Татьяна Кузнецова)
- Tatjana Kurjanowa (Татьяна Курьянова)
- Natalja Lewina (Наталья Левина)
- Juri Lutschenko (Юрий Лученко)
- Olga Lyssak (Ольга Лысак)
- Walerija Ljamez (Валерия Лямец)
- Alexej Maslow (Алексей Маслов)
- Tatjana Matjuchowa (Татьяна Матюхова)
- Alexei Mischakow (Алексей Мишаков)
- Stepan Morosow (Степан Морозов)
- Diana Morosowa (Диана Морозова)
- Alexei Mjasnikow (Алексей Мясников)
- Tatjana Nadeschdina (Татьяна Надеждина)
- Irina Nisina (Ирина Низина)
- Wjatscheslaw Nikolajew (Вячеслав Николаев)
- Dschemma Osmolowskaja (Джемма Осмоловская)
- Wiktor Pantschenko (Виктор Панченко)
- Alexander Pachomow (Александр Пахомов)
- Sergei Petschonkin (Сергей Печёнкин)
- Gennadi Petschnikow (Геннадий Печников)
- Ljudmila Piwowarowa (Людмила Пивоварова)
- Natalja Platonowa (Наталья Платонова)
- Sesil Plesche (Сесиль Плэже)
- Wladislaw Pogiba (Владислав Погиба)
- Wiktor Potapeschkin (Виктор Потапешкин)
- Jewgenija Presnikowa (Евгения Пресникова)
- Alexander Ragulin (Александр Рагулин)
- Jewgeni Redjko (Евгений Редько)
- Alexei Rosin (Алексей Розин)
- Alexandra Rosowskaja (Александра Розовская)
- Kostja Rukawischnikow (Костя Рукавишников)
- Marija Ryschtschenkowa (Мария Рыщенкова)
- Natalja Rjasanowa (Наталья Рязанова)
- Oksana Sanjkowa (Оксана Санькова)
- Tatjana Schatilowa (Татьяна Шатилова)
- Denis Schwedow (Денис Шведов)
- Ninel Schefer (Нинель Шефер)
- Michail Schklowski (Михаил Шкловский)
- Darja Semjonowa (Дарья Семёнова)
- Oleg Sima (Олег Зима)
- Andrei Sipin (Андрей Сипин)
- Janina Sokolowskaja (Янина Соколовская)
- Andrei Sorokin (Андрей Сорокин)
- Wera Sotowa (Вера Зотова)
- Natali Starynkewitsch (Натали Старынкевич)
- Roman Stepenski (Роман Степенский)
- Sergei Stjopin (Сергей Стёпин)
- Alexander Suworow (Александр Суворов)
- Irina Tarannik (Ирина Таранник)
- Anna Taratorkina (Анна Тараторкина)
- Ninel Ternowskaja (Нинель Терновская)
- Witali Timaschkow (Виталий Тимашков)
- Natalja Tschernjawskaja (Наталья Чернявская)
- Prochor Tschechowskoj (Прохор Чеховской)
- Marija Turowa (Мария Турова)
- Nelli Uwarowa (Нелли Уварова)
- Uljana Urwanzewa (Ульяна Урванцева)
- Alexander Ustjugow (Александр Устюгов)
- Wladimir Wassilenko (Владимир Василенко)
- Andrei Wassiljew (Андрей Васильев)
- Alexei Wessjolkin (Алексей Весёлкин)
- Tatjana Wessjolkina (Татьяна Весёлкина)
- Tatjana Wolkowa (Татьяна Волкова)
- Ljudmila Zibulnikowa (Людмила Цибульникова)
- Wiktor Zymbal (Виктор Цымбал)

## Bühnenbildner
- Benediktow, Stanislaw Benediktowitsch (Бенедиктов, Станислав Бенедиктович)

## Inszenierungen
- Die Abenteuer des Kapitäns Wrungel (W. Ladow (В. Ладов) nach Andrej Nekrassow (Андрей Сергеевич Некрасов))
- Die Abenteuer des Tom Sawyer (nach Mark Twain)
- Aschenputtel (Jewgeni Schwarz)
- Der Beweis (David Auburn)
- The Coast of Utopia (Tom Stoppard). Teil 1. Voyage
- The Coast of Utopia (Tom Stoppard). Teil 2. Shipwreck
- The Coast of Utopia (Tom Stoppard). Teil 3. Salvage
- Denkt an uns (Jewgeni Klujew)
- Ein echt englisches Gespenst (Jekaterina Narschi nach Das Gespenst von Canterville von Oscar Wilde)
- Einladung zur Enthauptung (Michail Palatnik nach Vladimir Nabokov)
- Fandorin (Boris Akunin)
- Fast wirklich (nach Toon Tellegen)
- FSK 16 (Kristo Šagor)
- Der furchtlose Herr (Alexander Afanassjew)
- Die Glasmenagerie (Tennessee Williams)
- Guppychen (Wassili Sigarew (Василий Сигарев))
- Idealistin (Alexander Wolodin)
- Im Morgengrauen ist es noch still (Boris Wassiljew)
- Der Kater, der gern allein spazieren geht (Rudyard Kipling)
- Der Kirschgarten (Anton Tschechow)
- Lorenzaccio (Alfred de Musset)
- Märchen für alle Fälle (Jewgeni Klujew (Евгений Клюев))
- The Miracle Worker (nach William Gibson)
- Nimmerklug reist (Nikolai Nossow)
- Platonow. Akt III (nach Anton Tschechow)
- Das Porträt (Nikolai Gogol)
- Der Prinz und der Bettelknabe (A. Jakowlew (А. Яковлев) nach Mark Twain)
- Push Up 1-3 (Roland Schimmelpfennig)
- Les règles du savoir-vivre dans la société moderne (Jean-Luc Lagarce)
- Remis für Sekunden (Icchokas Meras)
- Rock’n'Roll Life (A. Wessjolkin (А. Весёлкин), W. Filimonenko (В.Филимоненко))
- Roman mit Kokain (nach M. Agejew)
- Rot und Schwarz (Stendhal)
- Der Schatten (Jewgeni Schwarz)
- Schminkraum (Kunio Shimizu)
- Der Selbstmörder (Nikolai Erdman)
- Tanja (Alexei Arbusow)
- Tante und ich (Morris Panych)
- Treffen im Foyer des Theaters:
- Der Dichter holt weit aus... (Konzert mit Werken von Marina Zwetajewa, Sergei Efron, Sergei Rachmaninow)
- Widmung an B. Pasternak (Konzert mit Werken von Boris Pasternak, César Franck, Johann Sebastian Bach)
- Widmung an Joseph Brodsky (Konzert mit Werken von Joseph Brodsky, Jewgeni Baratynski, Ossip Mandelstam, César Franck, Francis Poulenc, Gustav Mahler, Dmitri Schostakowitsch)
- Weihnachtsstern (Konzert mit Werken von Boris Pasternak, Frédéric Chopin, Robert Schumann, Henri Duparc, Benjamin Britten, Giulio Caccini, Wolfgang Amadeus Mozart)
- Der Winter (Jewgeni Grischkowez)
- Yin und Yang. Weiße Version (Boris Akunin)
- Yin und Yang. Schwarze Version (Boris Akunin)
- Der Zauberer der Smaragdenstadt (Alexander Melentjewitsch Wolkow)